# Betlenszentmiklósi unitárius templom
A betlenszentmiklósi unitárius templom műemlék Romániában, Fehér megyében. A romániai műemlékek jegyzékében az AB-II-m-A-00322 sorszámon szerepel.